# Jacques-Michel Bréard
Jacques-Michel Bréard est un contrôleur de la Marine et membre du Conseil souverain de la Nouvelle-France, né à Rochefort le 7 décembre 1711, baptisé le 8 décembre 1711 à Rochefort (Saint-Louis), mort le 22 mars 1775, inhumé le 24 mars 1775 à Saint-Mandé-sur-Brédoire (Saint-Brice). 

## Biographie
Jacques-Michel Bréard est le fils de Jacques Bréard, notaire royal et caissier du Trésor de la Marine à Rochefort, décédé à 49 ans le 10 décembre 1734 et inhumé le 11 décembre 1734 dans l'église Saint-Louis de Rochefort, et de Marie-Anne Marcellin, décédée à 50 ans le 29 juin 1731 et inhumée le 30 juin 1731 dans l'église à Rochefort (Saint-Louis), se sont mariés à Rochefort (Saint-Louis), le 17 janvier 1709. 
Il épouse, le 6 novembre 1741 à Saint-Just-Luzac, Marie Chasseriau. Il est le père du président de la Convention nationale Jean-Jacques Bréard et le beau-père de Philippe François de Beaupoil de Saint-Aulaire.
Entré en 1730 dans la Marine comme cadet, il est nommé contrôleur de la Marine à Québec en 1748. Il arrive avec le nouvel intendant François Bigot, dont il devait assurer le contrôle.
Le 10 juillet 1748, il créa avec l'intendant Bigot et l'armateur bordelais Abraham Gradis (chef de la maison David Gradis et Fils), la Société du Canada.
Bréard arma également avec Bigot des navires pour le commerce avec les Antilles et s'intéressa au pêcheries.
Il est nommé membre du Conseil supérieur de Québec en mai 1749.
Bénéficiant de la protection du gouverneur La Jonquière, il se lança dans la vente des congés de traite pour les postes de l'Ouest.
Il acquit en 1753 le manoir des Portes dans la paroisse de Saint-Mandé-sur-Brédoire et eut l'autorisation de rentrer en France en 1755. Au port de La Rochelle, il apprit que tous ses biens avaient été pris comme prises de guerre par les Anglais et amenés à Portsmouth.
Il reçut l'ordre du ministre en 1756 de retourner à Québec et organisa alors avec Abraham Gradis une expédition de marchandises destinées à être vendues au Canada. Il fut finalement compromis et condamné dans le cadre du scandale dit Affaire du Canada. Sa santé le contraignit néanmoins à rester en France. Il fut alors nommé commissaire des classes à Marennes et acheta l'office de trésorier de France au bureau des finances de la généralité de Bordeaux qu'il avait acquis peu de temps avant, où il fut en butte à l'hostilité de ses collègues en raison de sa condamnation infamante.